# بسطام بغ
بسطام‌ بغ هي قرية في مقاطعة بيرانشهر، إيران. يقدر عدد سكانها بـ 267 نسمة بحسب إحصاء 2016.